# 데이트 앱 사기: 당신을 노린다
데이트 앱 사기: 당신을 노린다(The Tinder Swindler)는 펠리시티 모리스(Felicity Morris)가 감독한 영국의 범죄 다큐멘터리로 2022년 2월 2일 넷플릭스에서 공개되었다. 데이팅 앱 틴더에서 감정적으로 조종할 대상을 찾아 자신의 호화로운 생활을 재정적으로 지원하게 만드는 이스라엘 사기꾼 사이먼 레비에프(Simon Leviev)의 이야기이다.
이스라엘 출신으로 시몬 하유트(Shimon Hayut)라는 이름으로 태어난 그는, 유럽을 여행하며 러시아-이스라엘 다이아몬드 재벌 레프 레비에프(Lev Leviev)의 아들 행세를 했다. 데이팅앱 틴더를 이용해 사이먼 레비에프(Simon Leviev)라는 이름으로 여성들과 연락하다가 그들을 속여 돈을 빌리고는 갚지 않은 것이다. 호화로운 선물로 여성들을 유혹하고, 이전에 속인 다른 여성들에게 빌린 돈으로 전용기에 데려가 저녁 식사를 하곤 했다. 그러다 나중에는 "적"의 표적이 된 척하며, 각 여성에게 같은 메시지와 이미지를 보내면서 자신의 경호원이 공격을 받은 척하고는, 피해자들에게 재정적 도움을 부탁했다. 피해자들은 종종 그를 돕기 위해 은행 대출과 신용 카드를 새로 발급 받기까지 했다. 그러면 그는 이런 속임수를 통해 얻은 돈으로 새로운 희생자를 유인하는 방식으로, 본질적으로 폰지사기를 운영했다. 후에는, 피해자들에게 가짜 은행 송금 내역이 기재된 위조 문서를 보내며 상환하는 척하다가 결국 연락을 끊었다.

## 반응

### 주요 반응
이 영화는 로튼 토마토에서 17개의 리뷰를 기반으로 94%의 승인 등급을 받았으며 평균 등급은 7.60/10이다.
영국 타임스 지의 케빈 마허(Kevin Maher)는 별 4/5개를 주며 "인터넷 데이트 다큐멘터리 계의 죠스 "급이라고 설명했으며 "너무 감정적이고 활력을 가진 두려운 이야기여서 Tinder Swindler 이후의 온라인 데이트 전망은 실제로 매우 무모해 보일 수 있다."고 썼다. 가디언 지의 레베카 니콜슨(Rebecca Nicholson)도 별 4/5개를 주었다. " Tinder Swindler는 톡톡 튀고 똑똑하며 모든 각도에서 바닥까지 긁어내는 대신 더 알고 싶게 여지를 남긴다." 인디펜던트 지의 에드 커밍(Ed Cumming)도 별점 4/5를 주면서 이렇게 말했다. "그 핵심에 거대한 실타래가 있는데도, [이 영화는] 종종 대다수의 현대 다큐멘터리가 흔히 그러하듯이, 어두운 재현 장면과 두근거리는 사운드 트랙을 끝도 없이 보여주는 방종에 빠진다."
CNN의 브라이언 로우리(Brian Lowry)는 " 라이프타임 영화 다운 특징에 눈길을 사로잡는 제목을 붙이면서, 사실 이야기 자체는 지루한 편이라는 것을 시장성 있는 요소들이  간신히 가려준다."고 평했다.

### 기타 반응
영화가 개봉된 후 틴더 측은 레비에프를 플랫폼에서 영구적으로 차단했다.
버라이어티 지는 넷플릭스가 이 다큐멘터리를 영화로 제작할 계획이라고 전했다.
넷플릭스는 특별편으로 다큐멘터리 제작 과정을 다루고 사이먼 레비예프의 삶과 범행 수법을 더 깊이 파헤치는 3부작 팟캐스트를 제작했다.
2022년 2월 5일, 피해자 3명은 빚을 갚기 위해 고펀드미(GoFundMe) 기금 마련 캠페인을 시작했다.

## 같이 보기
- 로맨스 스캠
- 온라인 데이팅
- 데이트 앱